# شاکینا نایفاک
شاکینا نایفاک (به انگلیسی: Shakina Nayfack) بازیگر و فعال افراد ترنس آمریکایی است.
او یک زن ترنس است.